# Церква В'їзду Господа в Єрусалим (Старий Угринів)
Церква В'їзду Господа в Єрусалим у Старому Угринові — парафія і храм Української греко-католицької церкви в селі Старому Угриневі Новицької громади Калуського району Івано-Франківської области. Пам'ятка архітектури місцевого значення.
У згорілому дерев'яному храмі хрестили Степана Бандеру.

## Історія церкви
Дерев'яних храм у селі було зведено в 1924 році замість давньої дерев'яної церкви, збудованої в 1820-му, яка згоріла під час Першої світової війни. До [1918] року вона була дочірньою церквою парафії с. Бережниці, потім у [1924] році її було виділено окремо, але служив у ній священник з Бережниці.
У серпні 1916 року, австрійська армія конфіскувала в храм чотири давніх дзвони діаметром 69, 43, 35 32 см, які виготовлені в 1876, 1727, 1687, 1687 роках.
На фасаді церкви встановлено барельєф з пам'ятною дошкою на честь о. Андрія Бандери. В одному з вікон храму — вітраж зі згаданим священником.
Кількість парафіян: 1832 — 291, 1844 — 400, 1854 — 406, 1864 — 479, 1874 — 500, 1884 — 514, 1894 — 619, 1904 — 677, 1914 — 882, 1924 — [840], 1936 — [1,406].

## Парохи
- о. Степан Микитинський (1785—1818)
- о. Микола Савицький ([1832]—1833, адміністратор; 1833—1856)
- о. Іларій Попович (1856—1857, адміністратор)
- о. Михайло Савицький (1857—1873+)
- о. В'ячеслав Хойнацький (1873—1874, адміністратор; 1874—1881)
- о. Володимир Петрусевич (1881—1883, адміністратор)
- о. Володимир Ґлодзінський (1883—1913+)
- о. Іван Чарторинський (1904—1905, сотрудник)
- о. Андрій Бандера (1906—1913, сотрудник; 1913—1934)
- о. Дмитро Березовський (1934—1959)
- о. Дмитро Кишенюк
- о. Зеновій Касько
- о. Михайло Гуцул
- о. Іван Когут
- о. Василь Петрів
- о. Микола Мартинюк
- о. Ярослав Мельничук — нині.